# Laboratorio Municipal de Sevilla
El Laboratorio Municipal es la institución pública fundada en 1883 con el fin de velar por la salubridad e higiene de la ciudad de Sevilla, España. Su sede principal se encuentra en la Calle María Auxiliadora 16 (Ronda histórica) frente a los Jardines del Valle. Este edificio de estilo ecléctico fue proyectado por el arquitecto Antonio Arévalo Martínez e inaugurado en 1912. Actualmente alberga los departamentos de Análisis Clínico y Epidemiología y Análisis de Garantía y Calidad, así como de la Administración, mientras que el Centro Municipal Zoosanitario (Protección Animal y Control de Plagas) fue trasladado en la década de 1980 a una segunda sede en la carretera A-92.

## Historia
El Laboratorio Municipal se funda en el contexto higienista de finales del siglo xix. Sevilla se vio en la necesidad de crear un laboratorio para cumplir con la normativa y llevar a cabo las tareas de higiene y salubridad públicas. En el año 1883 fue establecido a raíz de un incremento de las estafas y falsificaciones en los alimentos de mayor consumo, como el aguado de la leche o la presencia de polvo en las especias.
Una parte del utillaje que se conserva de principios de siglo xx se exhibe en el Museo de Historia de la Farmacia de Sevilla (Facultad de Farmacia).

## Funciones
Algunas de las tareas encomendadas al Laboratorio Municipal son el análisis regular de aguas y alimentos, la lucha contra plagas en la ciudad como ratas e insectos, el control de animales de compañía, la recogida de animales heridos o la lucha contra la rabia.
El Laboratorio Municipal es la institución pública dedicada monitoreo de los perros de la ciudad. Cuenta con el censo canino municipal, así como el Registro Municipal de veterinarios, vendedores, adiestradores y cuidadores de mascotas. Reciben denuncias por molestias causadas por animales, así como por abandono de mascotas, y son la institución encargada de otorgar licencias de PPP.
También se llevan a cabo en el Laboratorio programas de educación ciudadana, como el proyecto EduLab para escolares.

## Edificio
La fachada del edificio es una mezcla ecléctica de los estilos modernista y neoplateresco, de carácter monumentalista y muy decorada. A lo largo de la misma se exhiben once nombres de científicos destacados:
- Jenner
- Pasteur
- Roux
- Ferrán
- Lavoisier
- Berzelius
- Berthelot
- Koch
- R. Cajal
- Curie
- Relimpio